# Comté d'Outagamie
Le comté d'Outagamie est un comté situé dans l'État du Wisconsin aux États-Unis. Son siège est Appleton. Selon le recensement de 2000, sa population était de 160 971 habitants.

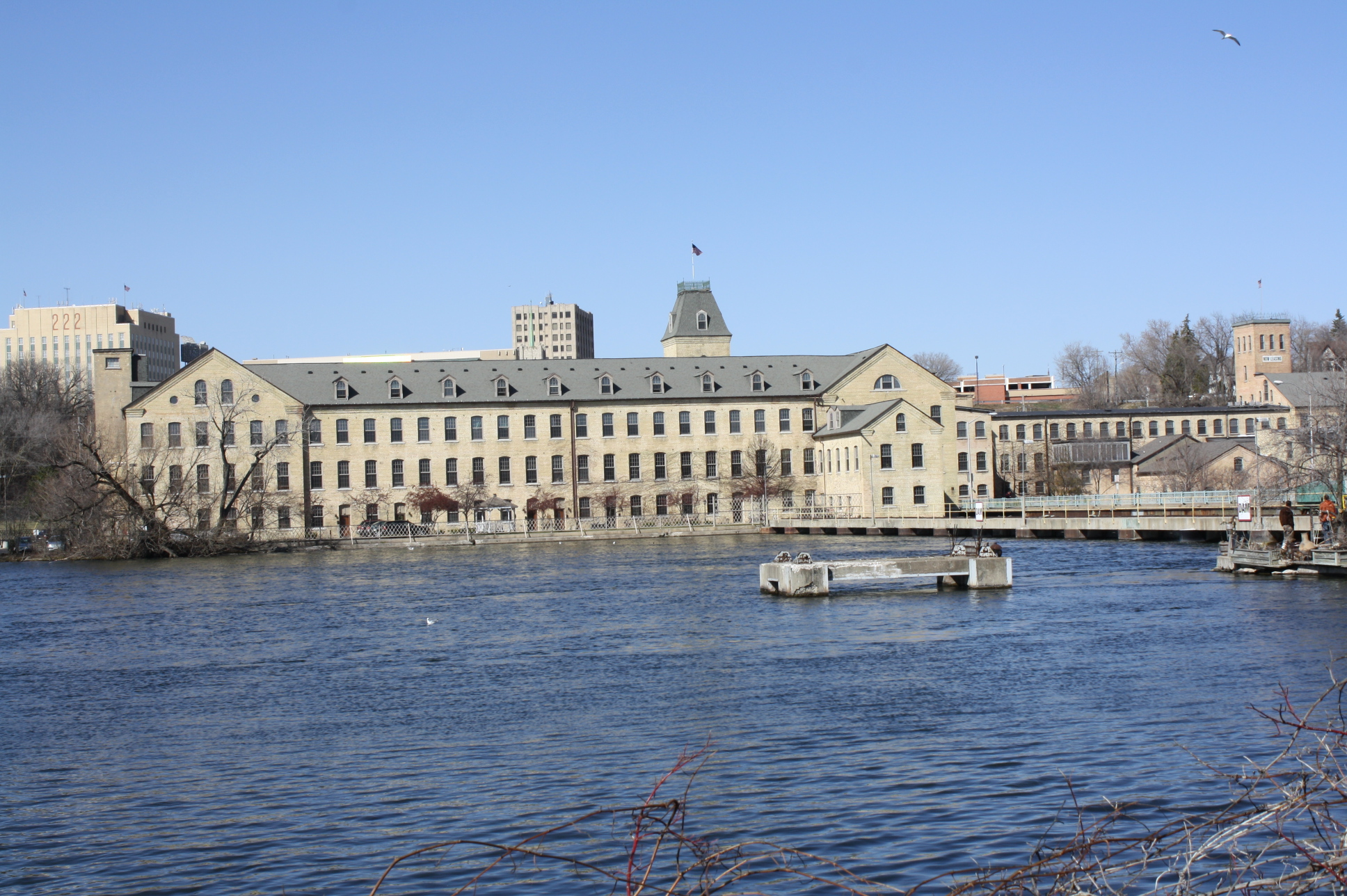
Bâtiment de l'ancienne Fox River Paper Company  à Appleton.
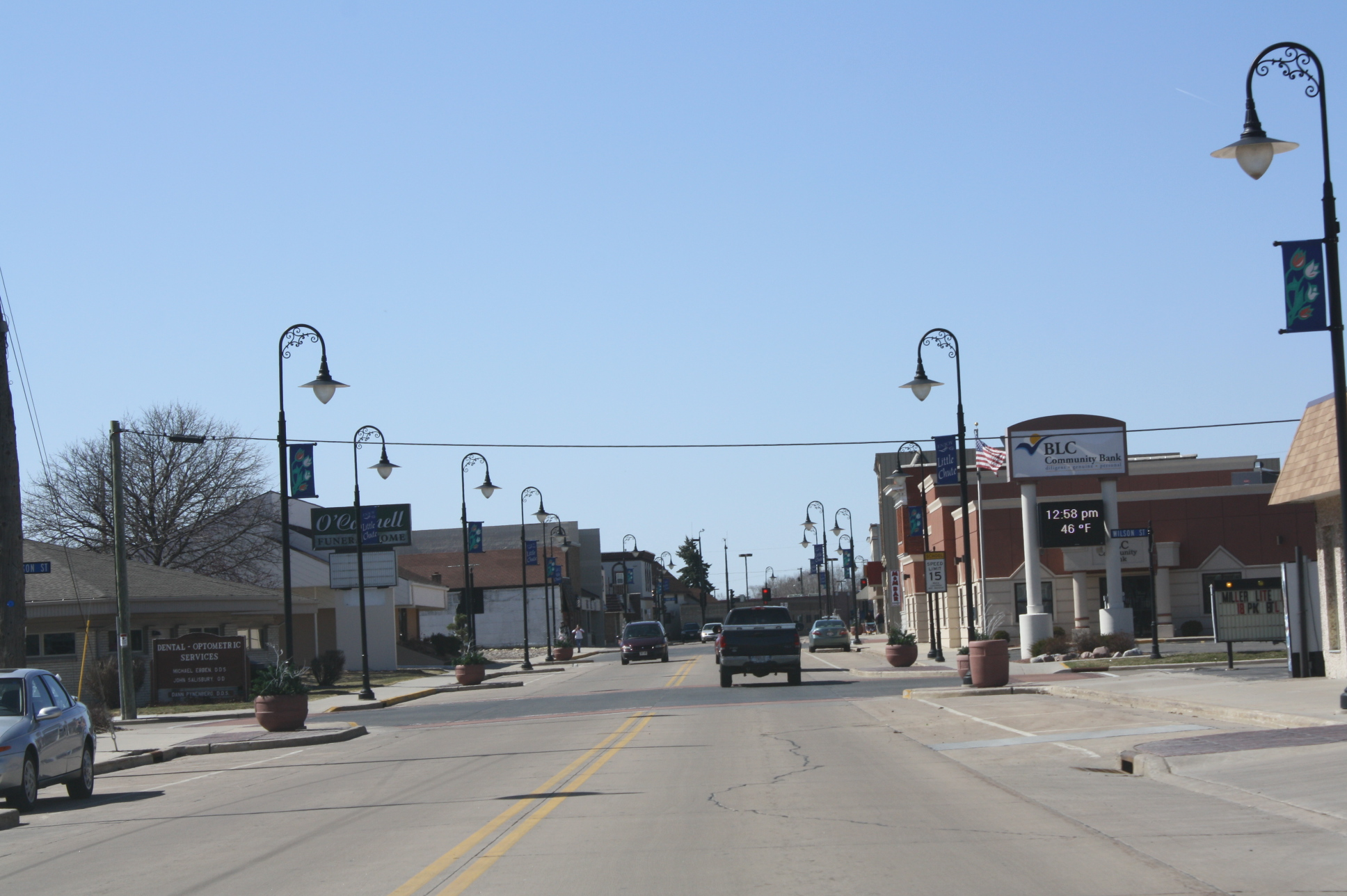
Centre de Little Chute.
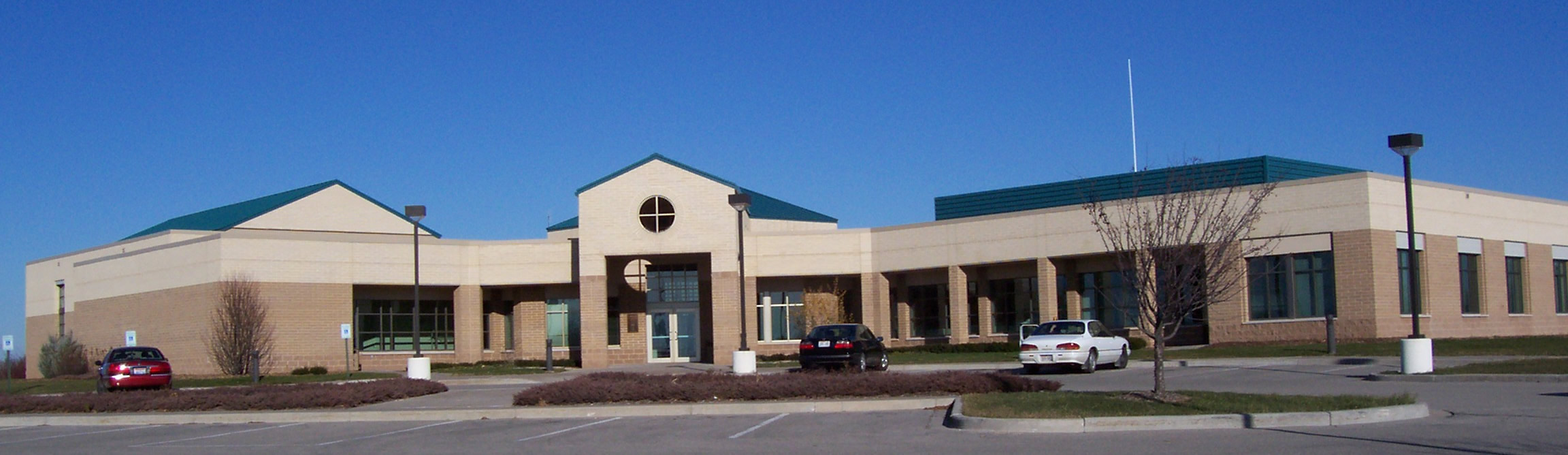
Mairie de Grand Chute.
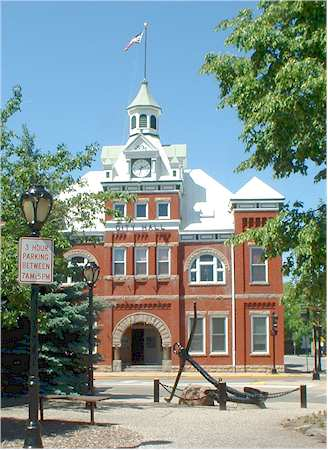
Ancienne mairie de New London.